# Гижигинска губа
Гижигинската губа (на руски: Гижигинская губа) е плитък залив, тип губа, в североизточната част на Охотско море, северната част на големия залив Шелихов, край бреговете на Магаданска област, Русия. Вдава се на 148 km навътре в сушата между полуостров Тайгонос на изток и континента на север и северозапад. Ширина във входа (между нос Тайгонос на изток и нос Вилигински на запад) 260 km, а на север се стеснява до 30 – 40 km. Голяма част от годината е покрита с ледове. Приливите са неправилни, полуденонощни с величина до 9,6 m. В нея се вливат множество реки, по-големи от които са: Гижига, Болшая Гарманда, Наяхан, Вилига и др. По северното ѝ крайбрежие има няколко населени места, най-големи от които са селището от градски тип Евенск и село Гижига.
За първи път бреговете на залива са описани и топографски заснети през 1761 г. от геодезиста Иван Андреевич Балакирев, участник в експедицията на руския мореплавател Василий Хметевски.

## Национален атлас на Русия
- Охотско море[2]